# ヘルクレス座イータ星
ヘルクレス座η星（ヘルクレスざイータせい、η Herculis、η Her）は、ヘルクレス座にある3等星である。ヒッパルコス衛星が観測した年周視差に基づいて、地球からの距離を計算すると、約109光年となる。

## 特徴
ヘルクレス座η星の視等級は3.48に止まるが、ヘルクレスの胴にあたる「かなめ石」というアステリズムを形作る4つの恒星の内、北西の角に当たり（他は、ヘルクレス座ζ星、ε星、π星）、みつけやすい恒星である。
ヘルクレス座η星は、G型巨星で、スペクトル型はG8 III-IVとされる。質量は太陽の2.4倍、半径は太陽の9.2倍、光度は太陽の50倍と推定される。ヘルクレス座η星は、明るさが0.14等級変化したとする報告があり、変光星の可能性がある候補天体として記録されている。
ヘルクレス座η星は、1714年にエドモンド・ハリーが発見した北天で最も目立つ球状星団、M13の北約2.5度に位置し、M13から最も近くに見える肉眼等級の恒星である。M13は、ヘルクレス座η星とヘルクレス座ζ星を結ぶ線上にみつけることができ、M13を探す目印となる恒星である。
ヘルクレス座η星は、シュトルーベによって二重星であると指摘され、西におよそ2分離れた位置にある12等星が「伴星」とされたが、100年余りの観測で、両者の離角が急速に大きくなり、物理的に結びついているとは考えられなくなっている。